# عدنان پلات
عدنان پلات (ترکی استانبولی: Adnan Polat؛ زادهٔ ۲۳ فوریهٔ ۱۹۵۳) سیاست‌مدار، و تاجر اهل ترکیه است.